# Bainbridge Colby
Pour les articles homonymes, voir Bainbridge et Colby (homonymie).
Bainbridge Colby, né le 22 décembre 1869 à Saint-Louis (Missouri) et mort le 11 avril 1950 à Bemus Point (New York), est un homme politique américain. Membre du Parti républicain puis cofondateur du Parti progressiste, il est secrétaire d'État des États-Unis entre 1920 et 1921 dans l'administration du président Woodrow Wilson.